# Área metropolitana de Anchorage
El área metropolitana de Anchorage o Área Estadística Metropolitana de Anchorage, AK MSA como la denomina oficialmente la Oficina de Administración y Presupuesto, es un Área Estadística Metropolitana centrada en la ciudad de Anchorage , en el estado estadounidense de Alaska. El área metropolitana tiene una población de 380.821 habitantes según el Censo de 2010, convirtiéndola en la 133.º área metropolitana más poblada de los Estados Unidos.

## Composición
Los 2 boroughs del área metropolitana, junto con su población según los resultados del censo 2010:
- Municipalidad de Anchorage – 291.826 habitantes
- Borough de Matanuska–Susitna – 88.995 habitantes

## Principales comunidades del área metropolitana
Ciudad principal 
- Anchorage

Comunidades con más de 5.000 habitantes
- Knik-Fairview
- Lakes
- Wasilla